# Янашкасы
Янашкасы́ (чув. Янашкасси) — деревня в Чебоксарском районе Чувашской Республики. Входит в состав Синьяльского сельского поселения.

## География
Находится в северной части Чувашии на северо-восток от территории аэропорта Чебоксары.

## История
Известна с 1747 года, когда в ней было 200 жителей мужского пола. В XIX — начале XX века выселок деревни Кильдишева (ныне в составе Янашкасов). В 1897 году было 258 жителей, в 1926 — 71 двор, 357 жителей, в 1939—255 жителей, в 1979—448. В 2002 году 118 дворов, 2010—121 домохозяйство. В период коллективизации был организован колхоз «Труд», в 2010 году действовал СХПК им. Кадыкова.

## Население
Постоянное население составляло 395 человек (чуваши 95 %) в 2002 году, 366 в 2010.